# Cernești
Cernești é uma comuna romena localizada no distrito de Maramureș, na região histórica da Transilvânia. A comuna possui uma área de 96.04 km² e sua população era de 3716 habitantes segundo o censo de 2007.